# Bartłomiej Folerski
Bartłomiej Adam Folerski (ur. 10 marca 1987) – polski strongman, amatorski kulturysta.

## Życiorys
Pochodzi z Gubinka. Treningami siłowymi zaczął interesować się jako osiemnastolatek, a wcześniej uprawiał biegi.
Reprezentant polskiej kadry Strongman, jako zawodnik występuje w kategorii wagowej 105 kg. Pierwsze zawody sportowe, w których brał udział, były lokalnymi mistrzostwami strongman w Wielkopolsce. Folerski wygrał eliminacje, w których brało udział dziewięciu zawodników, i dostał się do finału. Wkrótce potem debiutował w mistrzostwach Polski, gdzie uplasował się na ósmym miejscu. Zdobył brązowy medal na lwóweckich zawodach siłaczy latem 2015. W 2016 roku zajął pierwsze miejsce w Zawodach Ziemi Lubuskiej. Tego samego roku znalazł się w ogólnej klasyfikacji pucharu Polski, zdobywając brąz. Jako jeden z trzech najlepszych siłaczy w Polsce został zgłoszony do prestiżowych zawodów strongman Arnold Classic, organizowanych w Stanach Zjednoczonych. W lipcu 2017 startował w Pucharze Polski Strongman „Harlem Classic”, gdzie zajął drugie miejsce na podium. Wicemistrz Polski w zawodach strongman. Uczestnik eliminacji do Mistrzostw Świata Strongman 2017.
Mieszka w Gubinie. Żonaty, ma dwoje dzieci.

## Warunki fizyczne
- wzrost: 187 cm[5]
- waga w sezonie zawodów sportowych: 105–110 kg[5][3]
- obwód bicepsa: 55 cm